# Jončo Arsov
Jončo Arsov (in bulgaro Йончо Арсов?; Sofia, 12 settembre 1929 – 9 novembre 2011) è stato un allenatore di calcio e calciatore bulgaro, di ruolo centrocampista.

## Carriera

### Calciatore
Trascorre la sua intera carriera calcistica in quel di Sofia, vincendo tre coppe nazionali con il Levski (1956, 1957 e 1959).

### Nazionale
Il 14 maggio 1958 fa il suo debutto in Nazionale giocando un'amichevole contro il Brasile persa 4-0: subentra a Stefan Božkov al 70'. Quattro giorni dopo gioca il suo secondo e ultimo match con la casacca della Nazionale bulgara, nuovamente contro il Brasile (3-1) e nuovamente da subentrante, giocando il secondo tempo al posto di Metodi Nestorov.

### Allenatore
Dopo aver fatto da assistente per diversi anni, diviene il primo allenatore del Levski Sofia nel 1970. Nel 1974 passa al Lokomotiv Sofia, quindi nel 1979 si trasferisce a Cipro per allenare l'Omonia. Allena questo club in quattro periodi differenti tra il 1976 e il 2000, portandolo a svariati successi in campo nazionale.
Vince il titolo del 1970 e due coppe nazionali (1970 e 1971) con il Levski Sofia, mentre a Cipro ottiene sette trofei nazionali.

## Statistiche da allenatore

### Club
In grassetto le competizioni vinte.
| Stagione               | Squadra                | Campionato             | Campionato | Campionato | Campionato | Campionato | Coppe nazionali | Coppe nazionali | Coppe nazionali | Coppe nazionali | Coppe nazionali | Coppe continentali | Coppe continentali | Coppe continentali | Coppe continentali | Coppe continentali | Altre coppe | Altre coppe | Altre coppe | Altre coppe | Altre coppe | Totale | Totale | Totale | Totale | Vittorie % | Piazzamento |
| Stagione               | Squadra                | Comp                   | G          | V          | N          | P          | Comp            | G               | V               | N               | P               | Comp               | G                  | V                  | N                  | P                  | Comp        | G           | V           | N           | P           | G      | V      | N      | P      | %          | Piazzamento |
| ---------------------- | ---------------------- | ---------------------- | ---------- | ---------- | ---------- | ---------- | --------------- | --------------- | --------------- | --------------- | --------------- | ------------------ | ------------------ | ------------------ | ------------------ | ------------------ | ----------- | ----------- | ----------- | ----------- | ----------- | ------ | ------ | ------ | ------ | ---------- | ----------- |
| 1969-1970              | Levski Sofia           | ARFG                   | 30         | 23         | 4          | 3          | CB              | 5               | 5               | 0               | 0               | -                  | -                  | -                  | -                  | -                  | -           | -           | -           | -           | -           | 35     | 28     | 4      | 3      | 80,00      | 1º          |
| 1970-1971              | Levski Sofia           | ARFG                   | 30         | 21         | 6          | 3          | CB              | 7               | 5               | 1               | 1               | CC                 | 2                  | 1                  | 0                  | 1                  | -           | -           | -           | -           | -           | 39     | 27     | 7      | 5      | 69,23      | 2º          |
| 1971-1972              | Levski Sofia           | ARFG                   | 34         | 22         | 6          | 6          | CB              | 6               | 4               | 2               | 0               | CdC                | 2                  | 0                  | 1                  | 1                  | -           | -           | -           | -           | -           | 42     | 26     | 9      | 7      | 61,90      | 2º          |
| 1972-1973              | Levski Sofia           | ARFG                   | 34         | 15         | 10         | 9          | CB              | 6               | 4               | 1               | 1               | CU                 | 4                  | 2                  | 0                  | 2                  | -           | -           | -           | -           | -           | 42     | 21     | 11     | 12     | 50,00      | 4º          |
| Totale Levski Sofia    | Totale Levski Sofia    | Totale Levski Sofia    | 128        | 78         | 26         | 21         |                 | 24              | 18              | 4               | 2               |                    | 8                  | 3                  | 1                  | 4                  |             | -           | -           | -           | -           | 160    | 99     | 31     | 27     | 61,88      |             |
| gen.-giu. 1974         | Lokomotiv Sofia        | ARFG                   | ?          | ?          | ?          | ?          | CB              | ?               | ?               | ?               | ?               | -                  | -                  | -                  | -                  | -                  | -           | -           | -           | -           | -           | 0      | 0      | 0      | 0      | —          | 5º          |
| 1974-1975              | Lokomotiv Sofia        | ARFG                   | 30         | 12         | 7          | 11         | CB              | 6               | 3               | 2               | 1               | -                  | -                  | -                  | -                  | -                  | -           | -           | -           | -           | -           | 36     | 15     | 9      | 12     | 41,67      | 7º          |
| 1975-1976              | Lokomotiv Sofia        | ARFG                   | 30         | 16         | 9          | 5          | CB              | 5               | 3               | 1               | 1               | -                  | -                  | -                  | -                  | -                  | -           | -           | -           | -           | -           | 35     | 19     | 10     | 6      | 54,29      | 8º          |
| lug.-dic. 1976         | Lokomotiv Sofia        | ARFG                   | ?          | ?          | ?          | ?          | CB              | ?               | ?               | ?               | ?               | -                  | -                  | -                  | -                  | -                  | -           | -           | -           | -           | -           | 0      | 0      | 0      | 0      | —          |             |
| Totale Lokomotiv Sofia | Totale Lokomotiv Sofia | Totale Lokomotiv Sofia | 60+        | 28+        | 16+        | 16+        |                 | 11+             | 6+              | 3+              | 2+              |                    | -                  | -                  | -                  | -                  |             | -           | -           | -           | -           | 71     | 34     | 19     | 18     | 47,89      |             |
| 1979-1980              | Omonia                 | AK                     | 28         | 21         | 6          | 1          | CC              | 6               | 5               | 1               | 0               | CC                 | 4                  | 2                  | 0                  | 2                  | SC          | 1           | 1           | 0           | 0           | 39     | 29     | 7      | 3      | 74,36      | 2º          |
| 1986-1987              | Omonia                 | AK                     | 30         | 26         | 0          | 4          | CC              | 4               | 2               | 0               | 2               | CU                 | 2                  | 0                  | 1                  | 1                  | -           | -           | -           | -           | -           | 36     | 28     | 1      | 7      | 77,78      | 1º          |
| 1987-1988              | Omonia                 | AK                     | 30         | 15         | 7          | 8          | CC              | 9               | 7               | 1               | 1               | CC                 | 4                  | 1                  | 1                  | 2                  | SC          | 1           | 1           | 0           | 0           | 44     | 24     | 9      | 11     | 54,55      | 3º          |
| 1988-1989              | Omonia                 | AK                     | 28         | 17         | 9          | 2          | CC              | 6               | 3               | 2               | 1               | CdC                | 2                  | 0                  | 0                  | 2                  | SC          | 1           | 1           | 0           | 0           | 37     | 21     | 11     | 5      | 56,76      | 1º          |
| 1992-1993              | Omonia                 | AK                     | 26         | 18         | 5          | 3          | CC              | 3               | 1               | 1               | 1               | -                  | -                  | -                  | -                  | -                  | -           | -           | -           | -           | -           | 36     | 24     | 3      | 9      | 66,67      | 1º          |
| 1993-1994              | Omonia                 | AK                     | 26         | 16         | 4          | 6          | CC              | 8               | 5               | 2               | 1               | UCL                | 2                  | 1                  | 0                  | 1                  | SC          | 1           | 0           | 0           | 1           | 37     | 22     | 6      | 9      | 59,46      | 4º          |
| gen.-giu. 2000         | Omonia                 | AK                     | 14         | 9          | 3          | 2          | CC              | 6               | 5               | 1               | 0               | -                  | -                  | -                  | -                  | -                  | -           | -           | -           | -           | -           | 20     | 14     | 4      | 2      | 70,00      | 2º          |
| Totale Omonia          | Totale Omonia          | Totale Omonia          | 182        | 122        | 34         | 26         |                 | 42              | 28              | 8               | 6               |                    | 14                 | 4                  | 2                  | 8                  |             | 4           | 3           | 0           | 1           | 242    | 157    | 44     | 41     | 64,88      |             |
| Totale carriera        | Totale carriera        | Totale carriera        | 370+       | 228+       | 76+        | 63+        |                 | 77              | 56              | 15              | 10              |                    | 22                 | 7                  | 3                  | 12                 |             | 4           | 3           | 0           | 1           | 473    | 294    | 94     | 86     | 62,16      |             |

## Palmarès

### Giocatore
- Coppa di Bulgaria: 3

Levski Sofia: 1955-1956, 1956-1957, 1958-1959

### Allenatore
- Campionato bulgaro: 1

Levski Sofia: 1969-1970
- Coppa di Bulgaria: 2

Levski Sofia: 1969-1970, 1970-1971
- Coppa di Cipro: 4

Omonia: 1979-1980, 1987-1988, 1993-1994, 1999-2000
- Supercoppa di Cipro: 5

Omonia: 1980, 1987, 1988, 1989, 1994
- Campionato cipriota: 3

Omonia: 1986-1987, 1988-1989, 1992-1993